# Desa Krikilan (administrativ by i Indonesien, Jawa Tengah, lat -7,46, long 110,94)
Desa Krikilan är en administrativ by i Indonesien.   Den ligger i provinsen Jawa Tengah, i den västra delen av landet, 500 km öster om huvudstaden Jakarta.